# Неведрјанка
Неведрјанка (рус. Неведрянка) река је која протиче преко југозападних делова Псковске области, односно преко територија њених Себешког и Пустошког рејона, на западу европског дела Руске Федерације. Лева је притока реке Великаје у коју се улива на њеном 306. километру узводно од ушћа, и део басена реке Нарве, односно Финског залива Балтичког мора.
Свој ток започиње као отока језера Неведро. Укупна дужина водотока је 55 km, док је површина сливног подручја око 564 km².
Њене најважније притоке су Фрољанка са десне и Свибљанка са леве стране.